# MACS J0717.5+3745

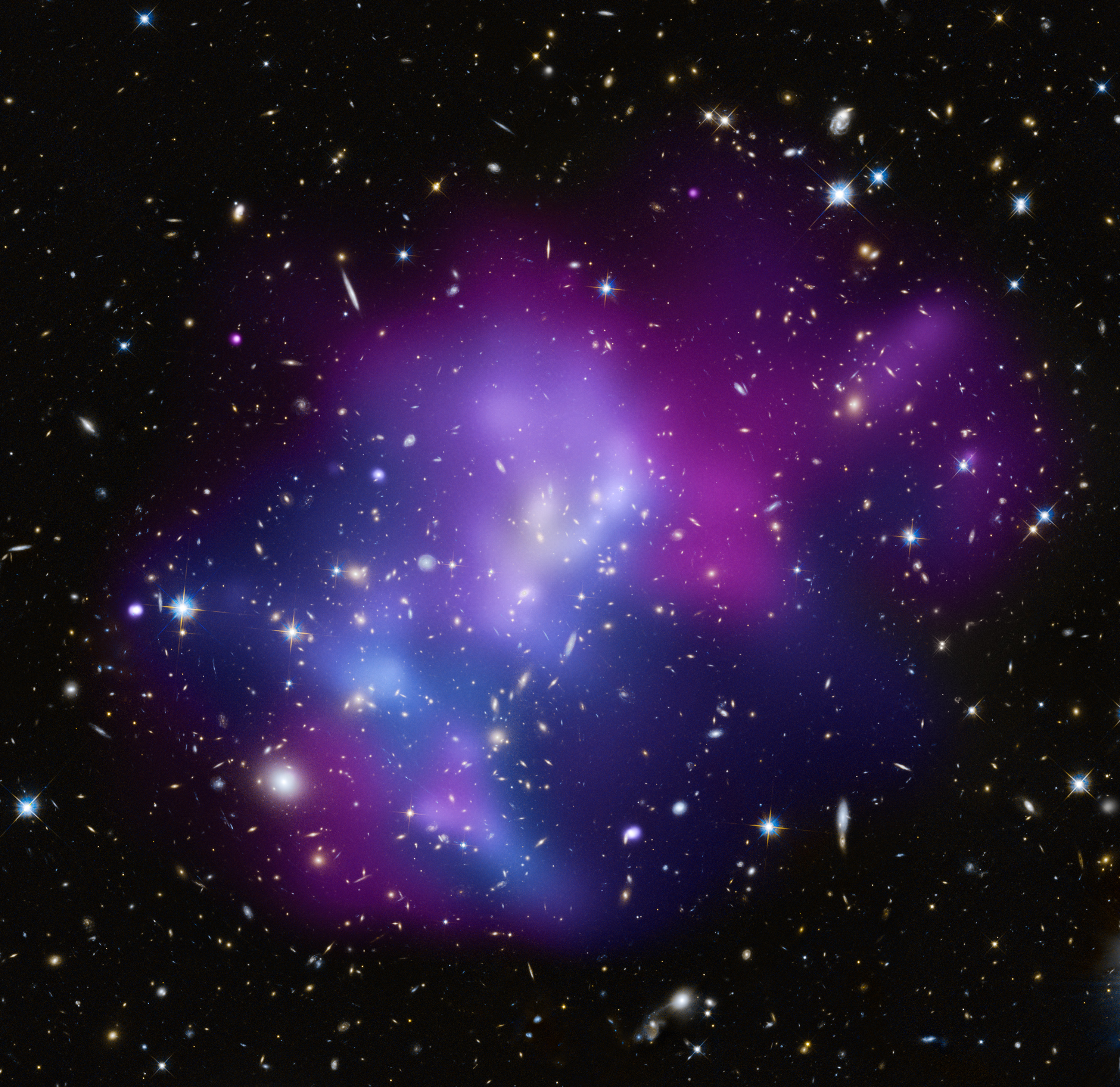
NASA 的钱德拉X射线天文台拍攝的星系團MACS J0717.5+3745合成影像。影像橫跨約770萬光年。

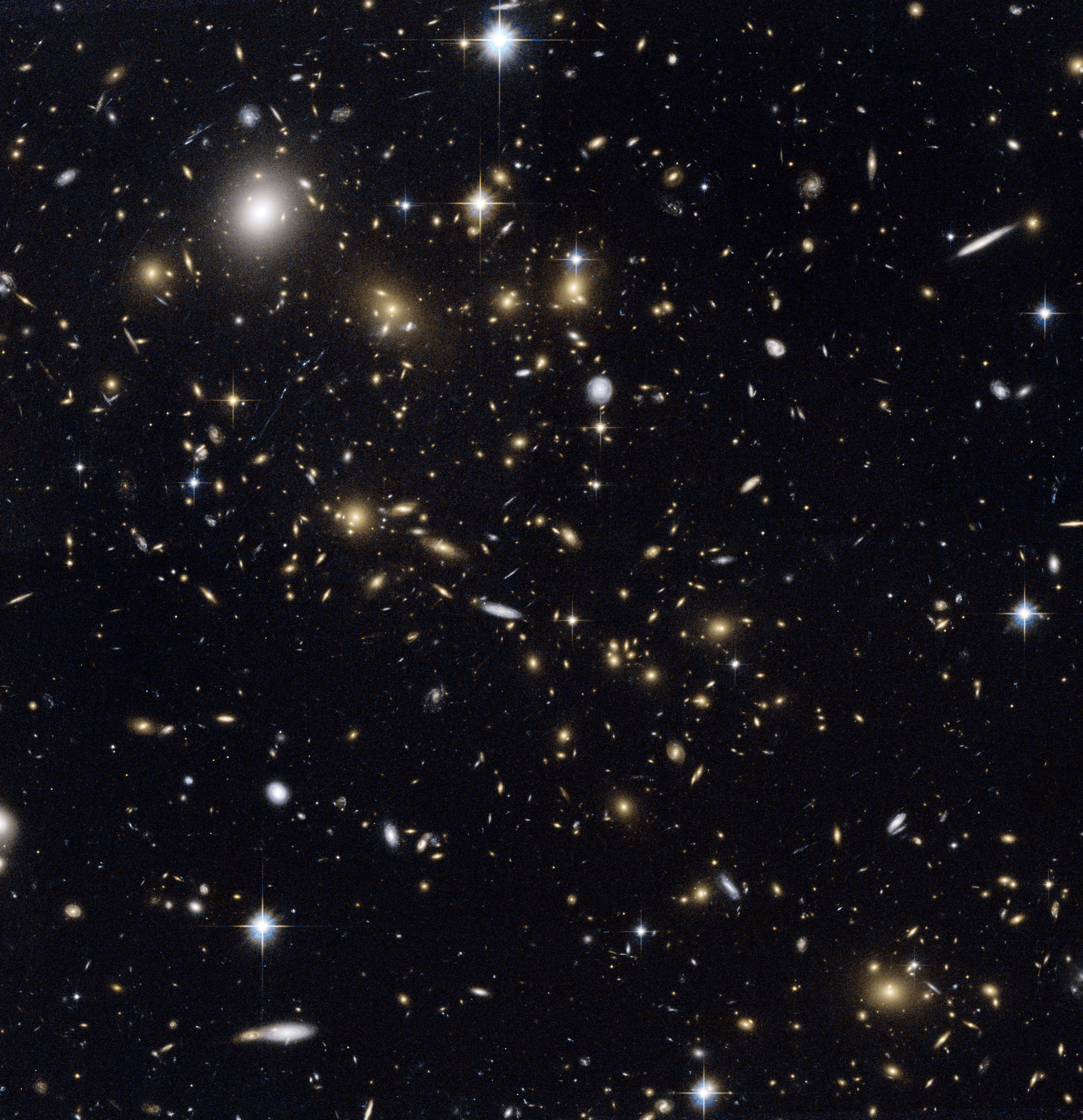
哈勃空间望远镜拍攝MACS J0717.5+3745的近紅外線影像。

MACS J0717.5+3745，簡稱MACS J0717或MACS 0717，是一個距離地球約54億光年的巨大星系團，位於御夫座，該星系團由大质量星系团巡天（MAssive Cluster Survey，MACS）發現。

## 狀態
MACS J0717是因為四個星系團相互碰撞並產生交互作用後形成，這是首次發現這類現象。在MACS J0717內的再次撞擊是由一個長1300萬光年的星系鍊、氣體和暗物質引起，也就是長絲狀物體撞入一個已經充滿物質的區域。當兩個或更多星系團相撞時，星際物質中的高溫氣體速度下降，但是內部多為空曠區域的星系運動速度並不會變慢。而每個撞擊中的星系團速度和方向可經由檢測星系和氣體之間速度與方向差異求得近似。
MACS J0717的4個次星系團為 A、B、C、D。其中的 B 移動相對速度高於其他三個次星系團，而其他三個次星系團之間是相對靜止的。快速移動的 B 次星系團中觀測到了動態苏尼亚耶夫-泽尔多维奇效应，是首次觀測到，而非在統計上預測其存在。B 次星系團的動態苏尼亚耶夫-泽尔多维奇效应的發現是因為天文學家並未觀測到其他三個次星系團內的熱苏尼亚耶夫-泽尔多维奇效应。

## 外部連結
- Chandra X-ray Center （页面存档备份，存于）
- Galaxy Cluster MACS J0717 （页面存档备份，存于） ESA/Hubble Image